# 円泉寺 (飯能市)
円泉寺（えんせんじ）は、埼玉県飯能市にある真言宗智山派の寺院。

## 歴史
天長年間（824年 - 834年）、弘法大師空海によって開山された。空海の東国巡錫の折に当地に立ち寄り、十一面観音像を安置する寺を創建したのが起源である。
その後の歴史について、天明年間（1781年 - 1789年）の火災で記録を失ってしまったため、詳細は不明となっている。その後、半世紀近く再建されず、天保年間（1830年 - 1844年）になり、末寺の「福泉寺」を合併する形で復興させた。

## 交通アクセス
- 路線バス飯能靖和病院停留所より徒歩17分。